# Douglas Prasher
 (mai 2015).
Douglas C. Prasher (né en août 1951) est un biologiste moléculaire américain. Il est surtout connu pour ses travaux sur le clonage et le séquençage des gènes de la photoprotéine (en) aequorin (en) et de la protéine fluorescente verte (GFP), ainsi que pour son idée d'utiliser la GFP comme traceur.
Il a présenté ses résultats à Martin Chalfie et Roger Tsien, ce qui les a mené à gagner le prix Nobel de chimie en 2008.

## Carrière
Prasher obtient un Ph.D. en biochimie de l'université d'État de l'Ohio en 1979. De 1979 à 1983, il fait de la recherche en génétique et en biochimie à l'université de Géorgie, où il identifie la séquence génétique de l'aequorin (en),.
Il travaille par la suite au département de biologie de l'Institut océanographique de Woods Hole, où il étudie la bioluminescence. En 1988, il obtient une bourse de 200 000 dollars américains de l'American Cancer Society pour cloner le gène de la protéine fluorescente verte (GFP), la protéine qui permet à la méduse de luire. Après avoir réalisé la chose, Prasher partage ses découvertes avec Martin Chalfie et Roger Y. Tsien après que ces derniers aient chacun communiqué avec lui,.

## Publications
- (en) D. Prasher, R. O. McCann et M. J. Cormier, « Cloning and expression of the cDNA coding for aequorin, a bioluminescent calcium-binding protein », Biochem. Biophys. Res. Comm., vol. 126,‎ 1985, p. 1259-1268
- (en) J. P. Richard, D. C. Prasher, D. H. Ives et P. A. Frey, « Chiral [18O]phosphorothioates. The stereochemical course of thiophosphoryl group transfer catalyzed by nucleoside phosphotransferase », J. Biol. Chem., vol. 254, no 1,‎ 1979, p. 4339-4341
- (en) D. C. Prasher, M. C. Carr, D. H. Ives, T. C. Tsai et P. A. Frey, « Nucleoside phosphotransferase from barley. Characterization and evidence for ping pong kinetics involving phosphoryl enzyme », J. Biol. Chem., vol. 257, no 9,‎ 1982, p. 4931-4939
- (en) D. C. Prasher, L. Conarro et S. R. Kushner, S.R., « Amplification and purification of exonuclease I from Escherichia coli K12 », J. Biol. Chem., vol. 258, no 10,‎ 1983, p. 6340-6343
- (en) D. C. Prasher, R. O. McCann, M. Longiaru et M. J. Cormier, « Sequence comparisons of complementary DNAs encoding aequorin isotypes », Biochemistry, vol. 26, no 5,‎ 1987, p. 1326-1332
- (en) G. J. Phillips, D. C. Prasher et S. R. Kushner, « Physical and biochemical characterization of cloned sbcB and xonA mutations from Escherichia coli K-12 », J. Bacteriol., vol. 170, no 5,‎ 1988, p. 2089-2094
- (en) M. J. Cormier, D. C. Prasher, M. Longiaru et R. O. McCann, « The enzymology and molecular biology of the Ca2+-activated photoprotein, aequorin », Photochem. Photobiol., vol. 49, no 4,‎ 1989, p. 509-512
- (en) D. C. Prasher, D. O'Kane, J. Lee et B. Woodward, « The lumazine protein gene in Photobacterium phosphoreum is linked to the lux operon », Nucleic Acids Res., vol. 18, no 21,‎ 1990, p. 6450
- (en) D. J. O'Kane, B. Woodward, J. Lee et D. C. Prasher, « Borrowed proteins in bacterial bioluminescence », Proc. Natl. Acad. Sci. USA, vol. 88, no 4,‎ 1991, p. 1100-1104
- (en) D. J. O'Kane et D. C. Prasher, « Evolutionary origins of bacterial bioluminescence », Mol. Microbiol., vol. 6, no 4,‎ 1992, p. 443-449
- (en) D. C. Prasher, V. K. Eckenrode, W. W. Ward, F. G. Prendergast et M. J. Cormier, « Primary structure of the Aequorea victoria green-fluorescent protein », Gene, vol. 111, no 2,‎ 1992, p. 229-233
- (en) L. I. Hannick, D. C. Prasher, L. W. Schultz, J. R. Deschamps et K. B. Ward, « Preparation and initial characterization of crystals of the photoprotein aequorin from Aequorea victoria », Proteins, vol. 15, no 1,‎ 1993, p. 103-107
- (en) C. W. Cody, D. C. Prasher, W. M. Westler, F. G. Prendergast et W. W. Ward, « Chemical structure of the hexapeptide chromophore of the Aequorea green-fluorescent protein », Biochemistry, vol. 32, no 5,‎ 1993, p. 1212-1218
- (en) M. Chalfie, Y. Tu, G. Euskirchen, W. W. Ward et D. C. Prasher, « Green fluorescent protein as a marker for gene expression », Science, vol. 263, no 5148,‎ 1994, p. 802-805
- (en) R. Heim, D. C. Prasher et R. Y. Tsien, « Wavelength mutations and posttranslational autoxidation of green fluorescent protein », Proc. Natl. Acad. Sci. USA, vol. 91, no 26,‎ 1994, p. 12501-12504
- (en) D. C. Prasher, « Using GFP to see the light », Trends Genet., vol. 11, no 8,‎ 1995, p. 320-323
- (en) J. Haseloff, K. R. Siemering, D. C. Prasher et S. Hodge, « Removal of a cryptic intron and subcellular localization of green fluorescent protein are required to mark transgenic Arabidopsis plants brightly », Proc. Natl. Acad. Sci. USA, vol. 94, no 6,‎ 1997, p. 2122-2127
- (en) G. Bernon, C. Schander, D. Prasher et D. Robinson, « Survey and status of terrestrial slugs in North America », American Malacological Society Abstracts 2000, vol. 41,‎ 2000
- (en) N. B. Barr, A. Cook, P. Elder, J. Molongoski, D. Prasher et D. G. Robinson, « Application of a DNA barcode using the 16S rRNA gene to diagnose pest Arion species in the USA », J. Moll. Stud., vol. 75,‎ 2009, p. 187-191